# Spielothek-Cup 1991
Der Spielothek-Cup 1991 war die sechste Austragung des Handballwettbewerbs und wurde am 16. und 17. August 1991 in den ostwestfälischen Städten Porta Westfalica und Lübbecke in Nordrhein-Westfalen ausgetragen.
Der VfL Fredenbeck setzte sich im Finale mit 26:25 (15:14) Toren gegen den TSV GWD Minden durch und gewann seinen ersten Titel. Den dritten Platz sicherte sich der TuS Nettelstedt mit 18:11 (9:6) gegen den SC Leipzig. Torschützenkönig wurde Mindens Rüdiger Borchardt mit 16 Toren.

## Modus
Es wurde mit vier Mannschaften im K.-o.-System mit zwei Halbfinalspielen, dem Spiel um Platz drei sowie dem Finale gespielt. Die Spielzeit betrug 2 × 30 Minuten. Bei unentschiedenem Ausgang nach Ablauf der regulären Spielzeit hätte es eine Verlängerung von 2 × 5 Minuten geben. Bei Unentschieden nach Ablauf der Verlängerung ein Siebenmeterwerfen.

## Spiele

### Halbfinale
| 16. August 1991 18:30 Uhr | TSV GWD Minden               | 25:21   | SC Leipzig                  | Sporthalle Schulzentrum Süd, Porta Westfalica Zuschauer: 350 Schiedsrichter: Kirchhoff, Keienburg |
| 16. August 1991 18:30 Uhr | meiste Tore: Gerfen (7 Tore) | (11:11) | meiste Tore: Bauer (6 Tore) | Sporthalle Schulzentrum Süd, Porta Westfalica Zuschauer: 350 Schiedsrichter: Kirchhoff, Keienburg |
| 16. August 1991 18:30 Uhr | Strafen: 3×                  |         | Strafen: 8× 1×              | Sporthalle Schulzentrum Süd, Porta Westfalica Zuschauer: 350 Schiedsrichter: Kirchhoff, Keienburg |

| 16. August 1991 20:00 Uhr | TuS Nettelstedt             | 16:21  | VfL Fredenbeck                   | Sporthalle Schulzentrum Süd, Porta Westfalica Zuschauer: 350 Schiedsrichter: Krietemeyer, Henneking |
| 16. August 1991 20:00 Uhr | meiste Tore: Gagin (5 Tore) | (7:11) | meiste Tore: Tłuczyński (5 Tore) | Sporthalle Schulzentrum Süd, Porta Westfalica Zuschauer: 350 Schiedsrichter: Krietemeyer, Henneking |
| 16. August 1991 20:00 Uhr | Strafen: 2×                 |        | Strafen: 4×                      | Sporthalle Schulzentrum Süd, Porta Westfalica Zuschauer: 350 Schiedsrichter: Krietemeyer, Henneking |

### Spiel um Platz 3
| 17. August 1991 18:30 Uhr | SC Leipzig                      | 11:18 | TuS Nettelstedt             | Sporthalle Nettelstedt, Lübbecke Zuschauer: 350 Schiedsrichter: Leistner, Becker |
| 17. August 1991 18:30 Uhr | meiste Tore: Friedrich (4 Tore) | (6:9) | meiste Tore: Gagin (6 Tore) | Sporthalle Nettelstedt, Lübbecke Zuschauer: 350 Schiedsrichter: Leistner, Becker |
| 17. August 1991 18:30 Uhr | Strafen: 4×                     |       | Strafen: 4×                 | Sporthalle Nettelstedt, Lübbecke Zuschauer: 350 Schiedsrichter: Leistner, Becker |

### Finale
| TSV GWD Minden | TSV GWD Minden | VfL Fredenbeck | VfL Fredenbeck |
| | Finale 17. August 1991, 20:00 Uhr in Lübbecke (Sporthalle Nettelstedt) Ergebnis: 25:26 (14:15) Zuschauer: 350 Schiedsrichter: Dieter Dick, Georg Lau ( Deutschland) |                |                |
| Herbert Pohl, Volker Hoffmann – Rüdiger Borchardt (11/3), Holger Niekamp (1), Kai Stolze (1), Norbert Gregorz (2), Lars Fürhölter (3), Dirk Kämper (1), Bert Fuchs (1), Stephan Schlegel (2), Thomas Brilka, Peter Gerfen (3) Trainer: Dietmar Molthahn ( Deutschland) | Mariusz Dudek, Timo Pötzsch – Zbigniew Tłuczyński (8/3), Gunnar Schmidt (3), Olaf Pleitz (2), Thomas Koch (1), Matthias Bölk, Holger Schmidt, Andreas Neitzel (5), Rüdiger Traub (1), Harald Szygula, Bogusław Lewandowski, Maik Heinemann (2), Jean Baruth (4/1) Trainer: Zenon Łakomy ( Polen) |                |                |
| 3 | 4 |                |                |

## Statistiken

### Torschützenliste
| Pl. | Spieler             | Verein          | Tore | FT | 7m | T/S |
| --- | ------------------- | --------------- | ---- | -- | -- | --- |
| 1   | Rüdiger Borchardt   | TSV GWD Minden  | 16   | 8  | 8  | 8   |
| 2   | Zbigniew Tłuczyński | VfL Fredenbeck  | 13   | 9  | 4  | 6,5 |
| 3   | Oleg Gagin          | TuS Nettelstedt | 11   | 6  | 5  | 5,5 |
| 4   | Peter Gerfen        | TSV GWD Minden  | 10   | 10 | 0  | 5   |
| 5   | Ralf Bruelheide     | TuS Nettelstedt | 7    | 7  | 0  | 3,5 |
|     | Lars Fürhölter      | TSV GWD Minden  | 7    | 7  | 0  | 3,5 |
|     | Norbert Gregorz     | TSV GWD Minden  | 7    | 7  | 0  | 3,5 |
|     | Bauer               | SC Leipzig      | 7    | 4  | 3  | 3,5 |

FT – Feldtore, 7m – Siebenmeter-Tore, T/S – Tore pro Spiel

## Aufgebote
| VfL Fredenbeck | TSV GWD Minden | TuS Nettelstedt |
| Mariusz Dudek Timo Pötzsch Zbigniew Tłuczyński Gunnar Schmidt Olaf Peitz Thomas Koch Matthias Bölk Holger Schmidt Andreas Neitzel Rüdiger Traub Harald Szygula Bogusław Lewandowski Maik Heinemann Jean Baruth | Herbert Pohl Volker Hoffmann Rüdiger Borchardt Holger Niekamp Kai Stolze Norbert Gregorz Lars Fürhölter Frank Schoppe Dirk Kämper Bert Fuchs Stephan Schlegel Thomas Brilka Peter Gerfen | Jens Kanzog Karsten Eich Rainer Niemeyer Oleg Gagin Volker Fiedler Volker Mudrow Heiko Ruwe Dirk Lindhorst Mike Vette Uwe Zimmer Stefan Windhagen Andreas Kohl Ralf Bruelheide Guido Klöpper |
| Zenon Łakomy (Trainer) | Dietmar Molthahn (Trainer) | Christoph Geis (Trainer) |

### 4.Platz:SC Leipzig
| - Kretzschmar - Chris Bleul - Linke - Jens Herold | - Bauer - Heiko Jahn - Mario Bode - Jens Marquardt | - Frank Mühlner - Enrico Markus - Andreas Friedrich - Michael Heine | - Marco Winkler |

Trainer: Peter Rost